# 후다 엘자와드
후다 엘자와드(아랍어: Huda Eljawad, ? ~ )은 현재 비공식 이집트 최장신 여성이다.
그녀는 이집트 출신으로 거인증에 걸렸으며, 2021년 3월에 아랍에미리트의 한 유튜버를 통해 비공식 이집트 최장신 여성으로 알려졌다. 그녀의 남동생인 무하메드 샤하트 압드 엘자와드 역시 거인증에 걸렸으며 그녀와 함께 이집트 최장신 남성으로 소개되었다.
그녀의 키는 204cm이다.